# 藤原藤広
藤原 藤広 は、九世紀の公家で、藤原氏の一族である。

## 概要
八世紀中頃には、大和守(国司)に任命され、大和国を中心に勢力を拡大した。
さらには、有力な公家を追放し、朝廷内でも、勢力を広げた。